# محمد خدابنده‌لو
محمد خدابنده‌لو (زادهٔ ۱۶ شهریور ۱۳۷۸) بازیکن فوتبال اهل ایران است که در پست هافبک هجومی برای باشگاه فوتبال پرسپولیس در لیگ برتر خلیج فارس بازی می‌کند.

## اوایل زندگی
محمد خدابنده لو ۱۶ شهریور ۱۳۷۸ در جنوب تهران در خانواده ترک از طایفه خدابنده لو از مشهورترین و قدیمی‌ترین خاندان‌های ایرانی زاده شد.

## آمار

### باشگاهی
تا تاریخ ۲۵ اردیبهشت ۱۴۰۴
| باشگاه           | فصل              | لیگ              | لیگ  | لیگ | جام‌حذفی | جام‌حذفی | قاره‌ای | قاره‌ای | سوپرجام | سوپرجام | مجموع | مجموع |
| باشگاه           | فصل              | دسته             | بازی | گل  | بازی    | گل      | بازی   | گل     | بازی    | گل      | بازی  | گل    |
| ---------------- | ---------------- | ---------------- | ---- | --- | ------- | ------- | ------ | ------ | ------- | ------- | ----- | ----- |
| پیکان            | ۹۷–۱۳۹۶          | لیگ برتر         | ۵    | ۰   | ۰       | ۰       | –      | –      | –       | –       | ۵     | ۰     |
| پیکان            | ۹۸–۱۳۹۷          | لیگ برتر         | ۴    | ۰   | ۰       | ۰       | –      | –      | –       | –       | ۴     | ۰     |
| پیکان            | ۹۹–۱۳۹۸          | لیگ برتر         | ۱۶   | ۰   | ۱       | ۰       | –      | –      | –       | –       | ۱۷    | ۰     |
| پیکان            | ۰۰–۱۳۹۹          | لیگ برتر         | ۲۲   | ۲   | ۱       | ۰       | –      | –      | –       | –       | ۲۳    | ۲     |
| مجموع پیکان      | مجموع پیکان      | مجموع پیکان      | ۴۷   | ۲   | ۲       | ۰       | –      | –      | –       | –       | ۴۹    | ۲     |
| ذوب‌آهن           | ۰۱–۱۴۰۰          | لیگ برتر         | ۲۷   | ۲   | ۲       | ۱       | –      | –      | –       | –       | ۲۹    | ۳     |
| مجموع ذوب‌آهن     | مجموع ذوب‌آهن     | مجموع ذوب‌آهن     | ۲۷   | ۲   | ۲       | ۱       | –      | –      | –       | –       | ۲۹    | ۳     |
| گل‌گهر            | ۰۲–۱۴۰۲          | لیگ برتر         | ۲۸   | ۳   | ۲       | ۰       | –      | –      | –       | –       | ۳۰    | ۳     |
| مجموع گل‌گهر      | مجموع گل‌گهر      | مجموع گل‌گهر      | ۲۸   | ۳   | ۲       | ۰       | –      | –      | –       | –       | ۳۰    | ۳     |
| مس رفسنجان       | ۰۳–۱۴۰۲          | لیگ برتر         | ۱۵   | ۱   | ۰       | ۰       | –      | –      | –       | –       | ۱۵    | ۱     |
| مجموع مس رفسنجان | مجموع مس رفسنجان | مجموع مس رفسنجان | ۱۵   | ۱   | ۰       | ۰       | –      | –      | –       | –       | ۱۵    | ۱     |
| پرسپولیس         | ۰۳–۱۴۰۲          | لیگ برتر         | ۱۲   | ۰   | ۲       | ۰       | ۰      | ۰      | –       | –       | ۱۴    | ۰     |
| پرسپولیس         | ۰۴–۱۴۰۳          | لیگ برتر         | ۲۱   | ۱   | ۲       | ۰       | ۶      | ۰      | ۱       | ۰       | ۳۰    | ۱     |
| مجموع پرسپولیس   | مجموع پرسپولیس   | مجموع پرسپولیس   | ۳۳   | ۱   | ۴       | ۰       | ۶      | ۰      | ۱       | ۰       | ۴۴    | ۱     |
| مجموع آمار       | مجموع آمار       | مجموع آمار       | ۱۵۰  | ۹   | ۱۰      | ۱       | ۶      | ۰      | ۱       | –       | ۱۶۷   | ۱۰    |

## افتخارات
پرسپولیس
- لیگ برتر خلیج فارس
  - قهرمان (۱): ۰۳–۱۴۰۲